# Inadibusu
Inadibusu – trzecia płyta zespołu Vavamuffin. Zawiera 14 utworów (plus intro i outro). Można tam odnaleźć brzmienia reggae, raggamuffin, dancehall. Płyta została wydana przez Karrot Kommando w 2007 roku.
Premiera płyty miała miejsce w warszawskim klubie Palladium, gdzie odbył się także koncert (w ramach trasy Karrot-Tour) promujący Inadibusu.
Przed ukazaniem się płyty członkowie Vavamuffin opublikowali singel Hooligan Rootz, który zajmował wysokie miejsce na liście przebojów Radia Bis oraz Radia Kampus.

## Lista utworów
1. Intro by Hornsman Coyote
2. Vavamuffin on the road (feat. Rastuch)
3. Oriento
4. Supamolly
5. Equal Rights
6. Hooligan Rootz
7. Recharge (feat. Sis Liiza)
8. Poland story
9. Amazonian recall
10. Rub rumor
11. Natasha from Rush'yah
12. Prawda policyjna
13. Baaba (feat. The Yellow Horns)
14. Poor people (feat. Daddy Freddy)
15. Dabuday
16. Outro by Hornsman Coyote'